# Estación de Murcia del Carmen
Estación de Murcia del Carmen vasútállomás Spanyolországban, Murcia településen.

## Forgalom

### Távolsági
| Vonatnem | Kiindulási állomás      | Útvonal | Végállomás        | Gyakoriság⁠      |
| Alvia    | Madrid-Puerta de Atocha | Albacete-Los Llanos • Hellín • Cieza • Murcia del Carmen • Balsicas-Mar Menor • Torre-Pacheco | Cartagena         | két pár naponta |
| Altaria  | Madrid-Chamartín        | Madrid-Atocha • Alcázar de San Juan • Socuéllamos • Albacete-Los Llanos • Hellín • Cieza • Archena-Fortuna | Murcia del Carmen | egy pár naponta |
| Altaria  | Madrid-Chamartín        | Madrid-Atocha • Alcázar de San Juan • Socuéllamos • Villarrobledo • La Roda de Albacete • Albacete-Los Llanos • Hellín • Cieza • Archena-Fortuna • Murcia del Carmen • Balsicas-Mar Menor • Torre-Pacheco                                                                    | Cartagena         | két pár naponta |
| Talgo    | Barcelona-Sants         | Tarragona • Salou • Cambrils • Aldea-Amposta-Tortosa • Vinaroz • Benicarló-Peñiscola • Oropesa del Mar • Benicasim • Castellón de la Plana • Sagunto • Valencia-Estación del Norte • Játiva • Villena • Elda-Petrel • Alicante • Elche-Parque • Orihuela                     | Murcia del Carmen | egy pár naponta |
| Talgo    | Barcelona-Sants         | Tarragona • Salou • Aldea-Amposta-Tortosa • Vinaroz • Benicarló-Peñíscola • Benicasim • Castellón de la Plana • Valencia-Estación del Norte • Játiva • Villena • Elda-Petrel • Alicante • Elche-Parque • Orihuela • Murcia del Carmen • Balsicas-Mar Menor • Torre-Pacheco   | Cartagena         | egy pár naponta |
| Talgo    | Barcelona-Sants         | Tarragona • Salou • Cambrils • Aldea-Amposta-Tortosa • Vinaroz • Benicarló-Peñíscola • Benicasim • Castellón de la Plana • Valencia-Estación del Norte • Játiva • Villena • Elda-Petrel • Alicante • Elche-Parque • Orihuela • Murcia del Carmen • Alhama de Murcia • Totana | Lorca-Sutullena   | egy pár naponta |

## Vasútvonalak
Az állomást az alábbi vasútvonalak érintik:
- Chinchilla–Cartagena-vasútvonal

## Kapcsolódó állomások
A vasútállomáshoz az alábbi állomások vannak a legközelebb:
- Estación de Beniel (Estación de Alicante-Terminal, Línea C-1 (Cercanías Murcia/Alicante))
- Estación de Alcantarilla-Los Romanos (Train station of Águilas, Línea C-2)